# Багой (евнух-правитель)
Багой, также Багоас (др.-греч. Βαγώας /Bagōas/; умер в 336 до н. э.), — придворный евнух персидских царей Артаксеркса III, Арсеса и Дария III.
Багой руководил войсками во время восстания в Египте и Финикии против власти персов. Впоследствии он стал вторым по влиянию человеком в империи после царя Артаксеркса III. Согласно античной традиции, Багой организовал убийство Артаксеркса III, Арсеса и даже хотел отравить Дария III, однако тот вовремя узнал об опасности и заставил организатора заговора выпить приготовленный для него яд. Насколько эти античные легенды соответствуют действительности, неизвестно. Согласно современным представлениям, Багой является одним из самых загадочных персонажей античности.

## Биография
Согласно античным источникам Багой был евнухом и, предположительно, родился в Египте.
Историкам не известно, каким образом Багой оказался при царском дворе Ахеменидов. Предположительно, вначале он занимал должность виночерпия. Во время правления Артаксеркса III Багой стал одним из наиболее доверенных лиц персидского царя. Как отмечает Й. Лендеринг, в описываемый период времени наиболее влиятельные персы предпочитали доверять важные дела евнухам, а не представителям местной аристократии, которые в любой момент могли предать с целью получения власти, а также думали о повышении собственного могущества и благосостояния своей семьи. В 350/349 году до н. э. Багой вместе с Ментором Родосским руководил третьей частью персидского войска. Они вели военные действия против восставших Сидона и египетского фараона Нектанеба II. Возможно, Багой также восстанавливал власть персидского царя и в Иудее. Багой принимал капитуляцию Пелузия после битвы 343 года до н. э.. В ходе экспедиции Багой попал в плен к греческим наёмникам в Бубастисе, но позже был отпущен при содействии Ментора. Впоследствии, уже после завершения египетской кампании, Багой за большие деньги продал египетским жрецам похищенные персами из храмов священные книги. В этом фрагменте могла найти отображение пропаганда Птолемеев о том, что персидские узурпаторы вывезли из Египта большое количество священных текстов и сокровищ.
После завершения похода Багой стал одним из наиболее влиятельных людей в империи Ахеменидов. Диодор Сицилийский писал, что Багой возглавил Верхние сатрапии «и Артаксеркс ничего не делал без его совета». П. Бриан, однако, отмечал, что термин «Верхние сатрапии» впервые был использован значительно позднее, около 316 года до н. э.. Соответственно, сведения Диодора являются как минимум некорректными. Античный историк назвал Багоя хилиархом, что могло означать второго по влиянию человека в империи. В его обязанности также входило обеспечение охраны царя и допуск к нему посетителей. Возможно, официально он занимал должность карана, военачальника над войсками в нескольких сатрапиях. По мнению Й. Лендеринга, наиболее близким современным аналогом должности Багоя при дворе персидского царя является должность «визиря». О его влиянии свидетельствует обладание знаменитыми садами рядом с Вавилоном, в которых культивировали различные сорта финиковых пальм, плоды которых поставляли к царскому столу, а также дворца в Сузах. Впоследствии Александр Македонский подарил дворец Багоя в Сузах военачальнику Пармениону, а вавилонские сады — казначею Гарпалу.
Багой мог использовать своё влияние для обеспечения карьерного роста Ментора, вместе с которым воевал против египетских мятежников. Также, по одной из версий, именно Багой обеспечил прощение брату и тестю Ментора Мемнону и Артабазу, которые находились в изгнании при дворе македонского царя Филиппа II. Возможно, он также способствовал казни тирана города Атарнея в Мизии, ученика Платона и друга Аристотеля Гермия.
Согласно античной традиции, в 338 году до н. э. Багой подговорил придворного врача отравить Артаксеркса III и способствовал воцарению его младшего сына Арсеса, который едва достиг совершеннолетия. Согласно Клавдию Элиану, Багой разрубил тело царя на куски и бросил его на съедение кошкам, а из бедренных костей сделал рукоятки мечей. Автор считал причиной ненависти Багоя к Артаксерксу III святотатство, которое тот совершил в Египте — убийство священного быка Аписа. По версии византийского энциклопедического словаря «Суда», Багой съел мясо убитого им царя. Данная версия представляет собой довольно вычурную экстраполяцию принципа «возмездия за подобное подобным» — так как царь использовал мясо священного быка в пищу, то и он сам был съеден. При анализе возможных причин того, что Багой умертвил своего благодетеля, наиболее достоверной выглядит опасение потерять власть, возможно вызванное попыткой Артаксеркса III отстранить, арестовать, либо даже убить своего хилиарха. Возможно, однако, что Артаксеркс III умер естественной смертью, а Багой был оклеветан врагами.
Также Багой убил других сыновей Артаксеркса III. П. Бриан отмечал, что выбор Арсеса вряд ли был случайным. По мнению историка, между царедворцем Багоем и амбициозным царевичем, который хотел занять трон отца, должен был существовать предварительный сговор. Однако Арсес не захотел стать игрушкой в руках придворного евнуха и попытался вести самостоятельную политику, за что также был убит в 336 году до н. э.. Новым царём был выбран представитель боковой линии Ахеменидов Дарий III. Существует две версии относительно роли Багоя в убийстве Арсеса и воцарении Дария III. Согласно первой, Багой был организатором заговора, а Дарий III — его ставленником. Также не исключено, что Багой был лишь техническим исполнителем убийства молодого царя, которое состоялось при согласии персидской аристократии для воцарения Дария III.
Когда между ним и новым правителем возник конфликт, Багой решил также устранить и Дария испытанным способом. Но, по словам Диодора, «план стал известен. Царь вызвал Багоя и преподнёс ему его собственную чашу, вынудив принять снадобье». Возможно, в этой античной легенде нашло отображение устранение приспешника нового царя и участника заговора по его воцарению, так как дружба с ним показалась Дарию III обременительной.
Согласно одной из версий, Багоя на должности правителя Верхними сатрапиями сменил Бесс. Следующим хилиархом при дворе Дария III стал Набарзан.

## Оценки
Диодор Сицилийский назвал Багоя человеком смелым, нетерпящим приличий «воинствующим негодяем». Согласно этому автору, Багой достиг величайшей власти в империи, назначал правителей и пользовался всеми прерогативами царя кроме его титула. Деятельность Багоя является одним из наиболее ярких примеров правления евнухов в античном мире. Имя «Багоя» даже стало нарицательным для обозначения евнухов.
Л. Милденберг дал личностную оценку Багоя: «Одно объяснение остаётся, а именно, Багой со временем превратился из египетского соратника и доверенного Оха в монстра». А. Олмстед и Э. Бэдиан считали, что устранив эффективного и деятельного Артаксеркса III, Багой привёл империю Ахеменидов к гибели. Такое мнение, по оценке Э. В. Рунга и В. П. Орлова, является чрезмерно категоричным. Оно не учитывает особенностей эпохи и той нестабильности, которую испытывала держава Ахеменидов. В любом случае македоняне в своей пропаганде подчёркивали роль евнуха в воцарении Дария III, тем самым ставя под сомнение его легитимность. Согласно Арриану, в одном из писем к Дарию III Александр писал: «Убив Арсеса с помощью Багоаса, ты захватил власть вопреки справедливости и правосудию, вопреки закону персов и нанося им вред».
Преимущественно, историки соглашаются со свидетельствами Диодора, который представлял Багоя вторым по влиянию человеком в империи. Однако П. Бриан высказал мнение, что степень влияния Багоя при дворе Ахеменидов не было чрезмерным. По мнению историка, первоисточником «чрезмерной власти Багоя» был предвзятый историк Эфор. Вне зависимости от реального положения дел придворный евнух превратился в литературный образ, которому приписали разнообразные истории, достоверность которых вызывает сомнения.
Й. Лендеринг отмечал, что античная греческая традиция относилась к Багою резко негативно, что, возможно, было связано с общим отношением к евнухам при дворах монархов. Также историк считал Багоя одной из наиболее загадочных фигур античности.

### Исследования
- Бриан П. Дарий в тени Александра. — Вече, 2007. — 464 с. — ISBN 978-5-9533-1946-1.
- Дандамаев М. А.-К. Политическая история Ахеменидской державы / Утверждено к печати Ученым советом Института востоковедения Академии наук СССР. — М.: Главная редакция восточной литературы издательства «Наука», 1985.
- Ладынин И. А. Сведения Псевдо-Аристотелевой "Экономики" о Клеомене из Навкратиса и топосы древнеегипетской пропаганды // Вестник древней истории. — 2013. — Вып. 285, № 2. — С. 18—40. — ISSN 0321-0391.
- Поршнев В. П. Садово-парковое искусство государства Селевкидов // Вестник Санкт-Петербургского государственного института культуры. — 2020. — Вып. 45, № 4. — С. 85—92. — ISSN 2619-0303.
- Рунг Э. В. Военно-политическая деятельность Ментора Родосского // МНЕМОН. Исследования и публикации по истории античного мира. — 2014. — № 14. — С. 143—160. — ISSN 1813-193X.
- Рунг Э. В., Орлов В. П. «Полудержавный властелин»: евнух Багой в истории Ахеменидской империи. — М., 2021. — Т. 81, № 3. — С. 590—614. — doi:10.31857/S032103910010618-2.
- Briant P. From Cyrus to Alexander: a history of the Persian Empire (англ.) / Translated by Peter T. Daniels. — Winona Lake, Indiana: Eisenbrauns, 2002. — ISBN 1-57506-031-0.
- Charles M. The Chiliarchs of Achaemenid Persia: Towards a Revised Understanding of the Office (англ.) // Phoenix. — Classical Association of Canada, 2015. — Vol. 69, no. 3/4. — P. 279—303. — doi:10.7834/phoenix.69.3-4.0279.
- Dandamayev M. BAGŌAS // Encyclopædia Iranica (англ.) / Yarshater Ehsan (ed.). — London; New York: Routledge & Kegan Paul, 1988. — Vol. III. — Col. 418—419
- Heckel W. Who's Who in the Age of Alexander and his Successors. From Chaironea to Ipsos (338—301 BC) (англ.). — Barnsley: Greenhill Books, 2021. — 554 p. — ISBN 978-1-78438-648-1.
- Lendering Jona[англ.]. Bagoas (англ.). livius.org (23 сентября 2020). Дата обращения: 15 апреля 2024.
- Weiskopf Michael. Bessos // Encyclopædia Iranica (англ.) / Yarshater Ehsan (ed.). — London; New York: Routledge & Kegan Paul, 1989. — Vol. IV/2: Behruz–Bibliographies II. — P. 174—175. — ISBN 978-0-71009-125-3.